# お天気みciao!
『お天気みciao!』（おてんきみちゃお）は、IBC岩手放送が深夜にフィラーとして流していた天気予報である。2007年4月2日から2008年9月28日まで放送された後、2016年2月1日から再び流されたが同年5月1日をもって打ち切られた。

## 番組の流れ
最終番組の放送終了後にCMが1分程度入り、そのまま予報画面へと入る。
流す映像の順序は以下のとおり。IBCが朝のオープニングに入るまでの間、繰り返し流される。バックにはBGMも流れる。
- 気象衛星による雲の様子
- 注意報・警報
- 雨雲レーダー
- 降水のアメダス
- 当日午前9時の予想天気図
- 風のアメダス
- 岩手県と青森県三八上北、青森県津軽、秋田県内陸、宮城県東部、山形県最上、東京各地方の天気
- 上記の地域の降水確率
- 盛岡市、宮古市、大船渡市、二戸市、一関市、東京の最低・最高気温
- 全国の天気
- 内陸、沿岸の週間予報